# 용와종택 및 침간정
용와종택및침간정 (용窩宗宅및枕澗亭)은 대한민국 경상북도 구미시 해평면 일선리에 있는 건축물이다. 1979년 12월 18일 경상북도의 민속문화재 제18호로 지정되었다.

## 개요
조선 숙종∼영조 때 학자 유승현(1680∼1746) 선생의 종택이며 침간정은 강학의 장소였다.
유승현 선생은 숙종 45년 문과에 급제한 분으로 이인좌의 난 뒤 여러 벼슬을 거쳐 공조참의와 풍기 군수를 역임하였다.
지금 건물은 숙종 36년(1710) 세운 것을 1987년 임하댐 건설로 현재 있는 자리로 옮긴 것이다.
1979년 12월 18일 경상북도 민속문화재 제18호로 지정되었다.
조선시대의 학자 유승현(柳升鉉)이 1788년(정조 12)에 세운 살림집이며,
침간정은 학문을 가르치던 장소였으며, 원래는 안동군 임동면 박곡리에 있었다.

## 참고 자료
- 용와종택및침간정 - 국가유산청 국가유산포털